# Castelnuovo Bozzente
Castelnuovo Bozzente (lombardul: Castelnoeuv) település Olaszországban, Lombardia régióban, Como megyében. Lakosainak száma 897 fő (2023. január 1.). Castelnuovo Bozzente Appiano Gentile, Beregazzo con Figliaro, Binago, Tradate és Venegono Inferiore községekkel határos.

## Népesség
A település lakossága az elmúlt években az alábbi módon változott:
| Lakosok száma | 914  | 911  | 897  |
|               | 2017 | 2018 | 2023 |